# Радиоларии
Радиолариите (Radiolaria) са едноклетъчни морски планктонни организми, обитаващи предимно топлите океански води. Най-често са със сферична форма. Радиоларията е от царство Протиста. Повечето имат скелет от кремъчно вещество, през чиито отворчета излизат радиално разположени нишковидни псевдоподи.